# Джавера-дель-Монтелло
Джавера-дель-Монтелло (італ. Giavera del Montello, вен. Giavera del Monteło) — муніципалітет в Італії, у регіоні Венето, провінція Тревізо.
Джавера-дель-Монтелло розташована на відстані близько 440 км на північ від Рима, 45 км на північ від Венеції, 17 км на північний захід від Тревізо.
Населення — 5182 особи (2014).
Щорічний фестиваль відбувається 25 липня. Покровитель — San Giacomo.

## Демографія
Населення за роками:

Станом на 1 січня 2023 року в муніципалітеті офіційно проживало 414 іноземців з 43 країн, серед них 138 громадян країн Євросоюзу та 12 громадян України.

## Сусідні муніципалітети
- Аркаде
- Нервеза-делла-Батталья
- Повельяно
- Серналья-делла-Батталья
- Вольпаго-дель-Монтелло